# Pygmaeopsis purpurea
Pygmaeopsis purpurea är en fjärilsart som beskrevs av W. Warren 1907. Pygmaeopsis purpurea ingår i släktet Pygmaeopsis och familjen mätare. Inga underarter finns listade.